# 索科洛瓦巴爾卡
49°11′57″N 34°37′15″E / 49.19917°N 34.62083°E
索科洛瓦巴爾卡（烏克蘭語：Соколова Балка），是烏克蘭中部的村莊，隸屬波爾塔瓦州的波爾塔瓦區。該村始建於1859年，面積5平方公里，海拔高度100米，2001年人口1,084。